# Animosity (álbum)
Animosity es el tercer álbum de estudio de la banda de metal alternativo estadounidense Sevendust.
La canción "Angel's Son" se compuso en memoria del anterior cantante de la banda Snot, Lynn Strait. Lynn Strait murió en un accidente de coche el 11 de diciembre de 1998 a los 30 años de edad.

## Lista de canciones
1. "T.O.A.B." - 3:41
2. "Praise" - 3:40
3. "Trust" - 5:16
4. "Crucified" - 4:15
5. "Xmas Day" - 5:16
6. "Dead Set" -5:01
7. "Shine" - 3:45
8. "Follow" (con Aaron Lewis) - 4:35
9. "Damaged" - 4:36
10. "Live Again" - 4:13
11. "Beautiful" - 4:13
12. "Redefine" - 3:43
13. "Angel's Son" - 3:49

## Personal
- Lajon Witherspoon - voz
- John Connolly - guitarra, coros
- Clint Lowery - guitarra, coros
- Vinnie Hornsby - bajo
- Morgan Rose - batería (instrumento musical), coros
- Aaron Lewis - voces adicionales (8)
- Ben Grosse - programación
- Luis Resto - instrumentos de cuerda, teclados
- Justin Z. Walden - teclados, programación